# 岡部友
岡部 友（おかべ とも、Tomo Okabe、1985年12月6日 - ）は、日本のトレーナー。身長171cm、体重57-59kg、体脂肪14-16％。「SPICE UP FITNESS」を設立。株式会社ヴィーナスジャパン代表取締役社長。ヒップアップを特徴とした「Glutes in Action」というトレーニングメソッドを提唱している。

## 人物
元々体育会系の家庭で育ち、負けず嫌いの一面がある（熱いタイプ）。ブログのプロフィールでは、小学校から陸上競技（短距離、中距離）をしており、高校三年生まで競技を続けていた。

## エピソード
バラエティ番組『人生が変わる1分間の深イイ話』（日本テレビ）で、栗原ジャスティーンのトレーナーとして紹介されるが、口癖が「常に負荷が欲しい」「負荷があったほうが人生が楽しい」と紹介され、「フカホシ先生」と呼ばれている事を明かした。そのほか、リビングにはトレーニング機材しかない事、お尻の筋肉だけで140㎏の重りを持ち上げる事、坂を見ると負荷を欲しがりダッシュすることが暴露された。

## 書籍
- 「桃尻トレーニング30days」（主婦の友社）
- 「美尻バンドトレーニング」（講談社）
- 「筋トレが折れない私をつくる！」（宝島社）
- 「尻トレ 究極のヒップメイク」（文藝春秋）